# Episodi di Space Goofs - Vicini, troppo vicini! (seconda stagione)
La seconda stagione ed ultima di Space Goofs – Vicini, troppo vicini! venne diffusa dal 3 settembre 2005 al 2 settembre 2006 in Francia, dal 30 marzo 2008 al 5 aprile 2009 in Italia su Italia 1. 
In questa stagione la voce italiana di Vulcano è stata sostituita: infatti Riccardo Lombardo, che lo ha doppiato solo nella prima serie, è stato sostituito da Paolo Sesana.
| Episodio | Titolo originale                  | Titolo italiano                        | Prima TV originale | Prima TV Italia   |
| -------- | --------------------------------- | -------------------------------------- | ------------------ | ----------------- |
| 01       | Cochon dingue                     | Operazione porcellino d'India          | 3 settembre 2005   | 30 marzo 2008     |
| 01       | Hypocrite                         | Non scimmiottarmi!                     | 17 settembre 2005  | 6 aprile 2008     |
| 02       | Gravité Zéro                      | Assenza di gravità                     | 24 settembre 2005  | 13 aprile 2008    |
| 02       | Macho Kung-fu                     | L'eroe del kung-fu                     | 1 ottobre 2005     | 20 aprile 2008    |
| 03       | Les Envahisseurs                  | Vicini invadenti                       | 8 ottobre 2005     | 27 aprile 2008    |
| 03       | Chaises Musicales                 | La gara per il posto                   | 15 ottobre 2005    | 11 maggio 2008    |
| 04       | Space Micmac                      | Due intrusi tra noi                    | 22 ottobre 2005    | 18 maggio 2008    |
| 04       | Madame Zelza                      | Madame Zelza                           | 29 ottobre 2005    | 25 maggio 2008    |
| 05       | Divan le terrible                 | Via dalla mia poltrona                 | 5 novembre 2005    | 1 giugno 2008     |
| 05       | L'Extraterrestre                  | L'alieno                               | 12 novembre 2005   | 8 giugno 2008     |
| 06       | Grosse fatigue                    | Una notte insonne                      | 19 novembre 2005   | 15 giugno 2008    |
| 06       | Gros cubes                        | Motociclisti in casa                   | 26 novembre 2005   | 22 giugno 2008    |
| 07       | Marche à l'ombre                  | Signorsì, signore!                     | 3 dicembre 2005    | 29 giugno 2008    |
| 07       | La Poupée qui fait boum           | Crash test nello spazio                | 10 dicembre 2005   | 6 luglio 2008     |
| 08       | Coquin de sort                    | Un compleanno memorabile               | 17 dicembre 2005   | 13 luglio 2008    |
| 08       | Champion du monde                 | Una squadra di alieni                  | 24 dicembre 2005   | 20 luglio 2008    |
| 09       | Les Zinzins de Bollywood          | La principessa indiana                 | 31 dicembre 2005   | 27 luglio 2008    |
| 09       | Le Tunnel                         | Il tunnel                              | 7 gennaio 2006     | 3 agosto 2008     |
| 10       | Un cousin qui vous veut du bien   | Vi presento mio cugino                 | 14 gennaio 2006    | 10 agosto 2008    |
| 10       | Qui est qui?                      | Tre Vulcani al prezzo di due           | 21 gennaio 2006    | 17 agosto 2008    |
| 11       | Toute petite la planète           | Il pianeta pigmeo                      | 28 gennaio 2006    | 24 agosto 2008    |
| 11       | Passe ton code d'abord!           | L'istruttore di guida                  | 4 febbraio 2006    | 31 agosto 2008    |
| 12       | Une vie de chien                  | Vita da cani                           | 11 febbraio 2006   | 7 settembre 2008  |
| 12       | Manga mania                       | Panda Manga                            | 18 febbraio 2006   | 14 settembre 2008 |
| 13       | @zinzins.com                      | @ViciniTroppoVicini.com                | 25 febbraio 2006   | 21 settembre 2008 |
| 13       | Voyage au centre de la Terre      | Viaggio al centro della Terra          | 4 marzo 2006       | 28 settembre 2008 |
| 14       | Abracadabrantesque!               | Abracadabra                            | 11 marzo 2006      | 5 ottobre 2008    |
| 14       | Fils à maman                      | Il cocco di mamma                      | 18 marzo 2006      | 12 ottobre 2008   |
| 15       | Le Poussin collector              | Sapone da collezione                   | 25 marzo 2006      | 26 ottobre 2008   |
| 15       | Une froide intelligence           | Intelligenza artica                    | 1 aprile 2006      | 2 novembre 2008   |
| 16       | Le Truc venu d'ailleurs           | La cosa venuta dallo spazio            | 8 aprile 2006      | 9 novembre 2008   |
| 16       | Un amour de cigogne               | Papà per un giorno                     | 15 aprile 2006     | 16 novembre 2008  |
| 17       | SOS                               | S.O.S.                                 | 22 aprile 2006     | 23 novembre 2008  |
| 17       | Le Collectionneur                 | Il collezionista                       | 29 aprile 2006     | 30 novembre 2008  |
| 18       | Un ami au poil                    | L'amico immaginario                    | 6 maggio 2006      | 7 dicembre 2008   |
| 18       | Le Voyageur du temps              | Viaggio nel tempo                      | 13 maggio 2006     | 14 dicembre 2008  |
| 19       | Les Zinzins à l'école             | Quattro alieni a scuola                | 20 maggio 2006     | 21 dicembre 2008  |
| 19       | La maison se rebiffe              | Novella, la regina delle patate fritte | 27 maggio 2006     | 28 dicembre 2008  |
| 20       | O.V.N.I.                          | U.F.O.                                 | 3 giugno 2006      | 4 gennaio 2009    |
| 20       | Invisibles Zinzins                | Il gel dissolvente                     | 10 giugno 2006     | 11 gennaio 2009   |
| 21       | Il faut sauver Gorgious           | Il virus                               | 17 giugno 2006     | 18 gennaio 2009   |
| 21       | L'Île aux singes                  | L'isola dei gorilla                    | 24 giugno 2006     | 25 gennaio 2009   |
| 22       | Bienvenue!                        | Bentornati a casa                      | 1º luglio 2006     | 1º febbraio 2009  |
| 22       | Docteur Artichaut et Mister Candy | Dottor Carciofo e Mister Paciugo       | 8 luglio 2006      | 8 febbraio 2009   |
| 23       | Des plumes dans la prairie        | L'antenato                             | 15 luglio 2006     | 15 febbraio 2009  |
| 23       | 24 H                              | 24 ore                                 | 22 luglio 2006     | 22 febbraio 2009  |
| 24       | Le Roi des Zinzins                | Fedor, astronauta                      | 29 luglio 2006     | 1º marzo 2009     |
| 24       | Gribouillages                     | Un amico di carta                      | 5 agosto 2006      | 8 marzo 2009      |
| 25       | Gorgious 1er                      | Il capo sono io                        | 12 agosto 2006     | 15 marzo 2009     |
| 25       | Les Marins de l'espace            | Marinai spaziali                       | 19 agosto 2006     | 22 marzo 2009     |
| 26       | Conte de fée                      | C'era una volta...                     | 26 agosto 2006     | 29 marzo 2009     |
| 26       | Le Zinzin Show                    | Il grande alieno                       | 2 settembre 2006   | 5 aprile 2009     |